# Richard Scheibe
Richard Scheibe (* 19. April 1879 in Chemnitz; † 6. Oktober 1964 in Berlin) war ein deutscher Bildhauer und Medailleur der sowohl in der Zeit des Nationalsozialismus wie auch im Nachkriegs-Deutschland Karriere machte.

## Leben
Richard Scheibe wurde als Sohn des sächsischen Offiziers Albert Bruno Scheibe (1846–1933) und dessen Ehefrau Isidora Scheibe, geborene Rau (1853–1924), in Chemnitz geboren. Sein älterer Bruder war der spätere Schriftsteller Albert Scheibe (1877–1945). Nach dem Besuch des Vitzthumschen Gymnasiums in Dresden, dessen Direktor der Großvater bis 1869 gewesen war, legte er 1896 in Dresden sein Abitur ab. Anschließend studierte er von 1896 bis 1899 Malerei an der Kunstakademie Dresden und später in München, wandte sich danach jedoch der Bildhauerei zu. 1914 wurde er Mitglied der Berliner Sezession, die auch seine Werke ausstellte. 1924 entwarf er auf Vorschlag von Peter Behrens, der damals Architekt der I.G. Farbenindustrie AG in Frankfurt am Main war, das Ehrenmal für die im Ersten Weltkrieg gefallenen Beschäftigten des Unternehmens.
Von 1925 bis 1933 leitete er als Professor die Städelschule in Frankfurt am Main. Als Reichspräsident Friedrich Ebert 1925 starb, erhielt Scheibe von der Stadt Frankfurt den Auftrag für ein Denkmal. Die überlebensgroße Bronzefigur eines nackten Jünglings wurde 1926 an der Außenmauer der Frankfurter Paulskirche angebracht. Das Denkmal wurde am 12. April 1933 abgebaut und eingelagert. Scheibe wollte eigentlich 1936 das Denkmal, das er wegen der bevorstehenden Reichstagswahl in nur sieben Tagen hatte entwerfen müssen und nicht als gelungen betrachtete, einschmelzen lassen. Es blieb aber erhalten und steht heute in der Dauerausstellung des Historischen Museums von Frankfurt. Für den 25. Todestag von Friedrich Ebert 1950 fertigte er eine neue Version, die am alten Platz an der Paulskirche angebracht wurde und dort heute noch steht.

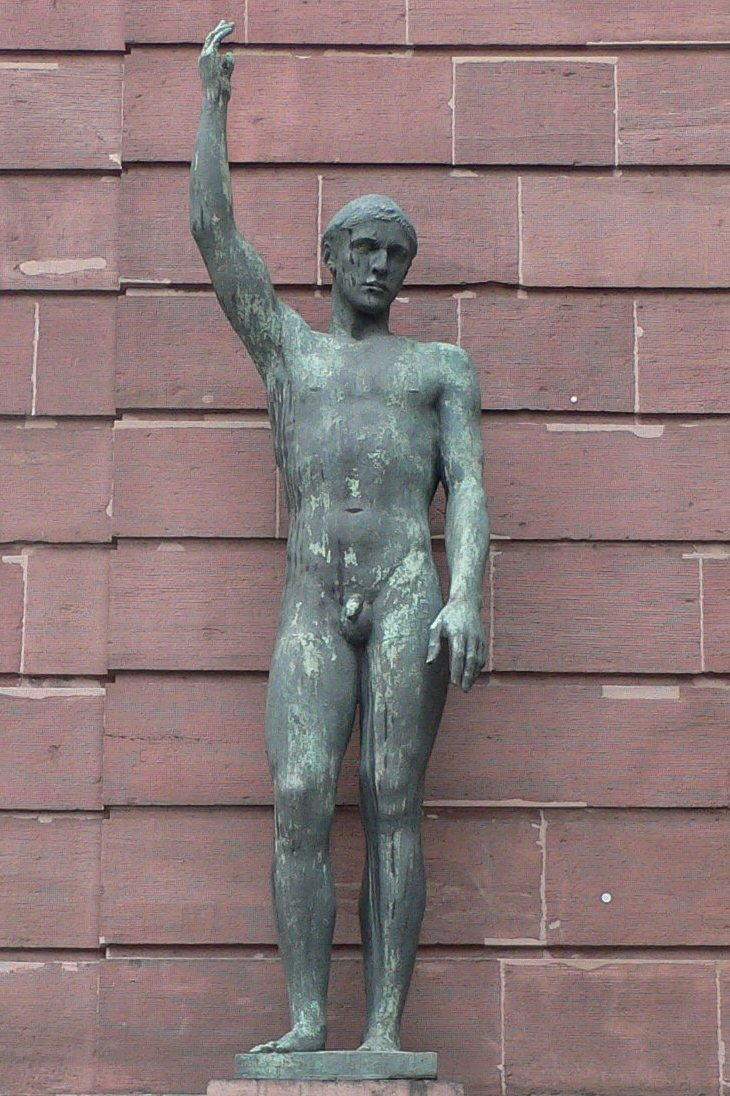
Ebert-Denkmal an der Frankfurter Paulskirche
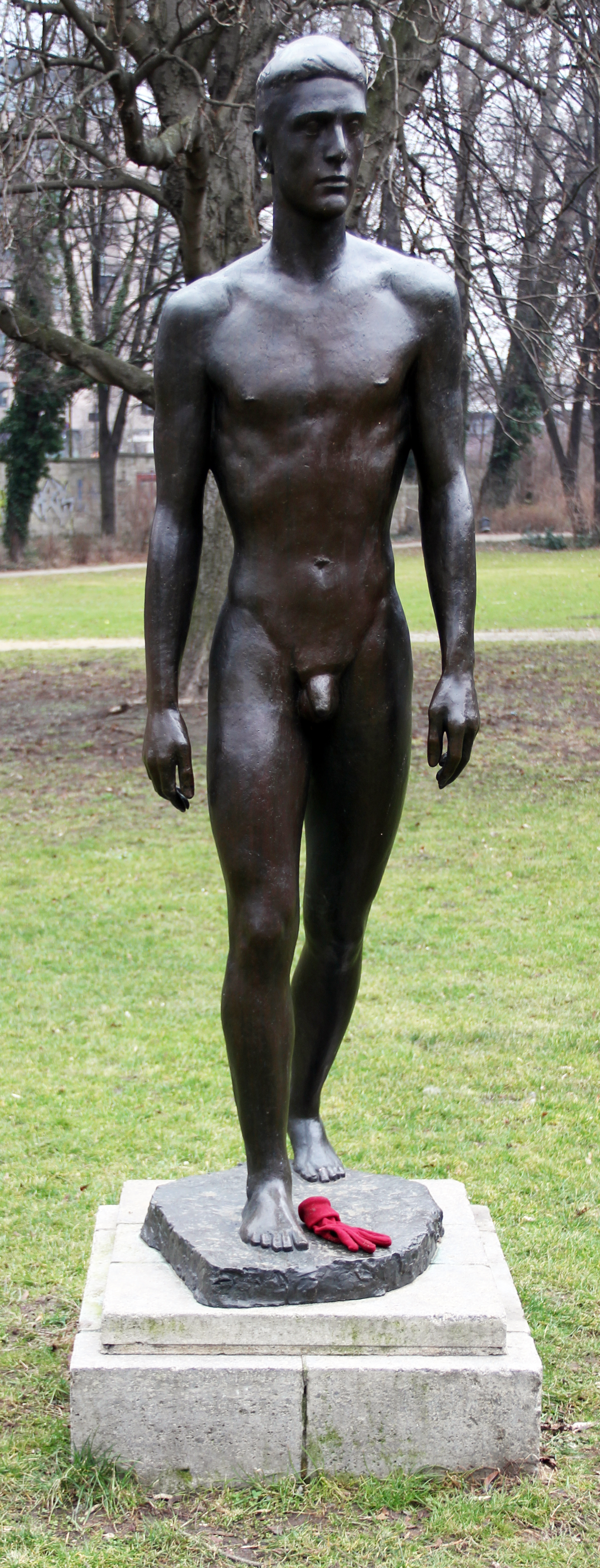
Schreitender (Genesender), Am Karlsbad/Schöneberger Ufer, Berlin-Tiergarten, 1935
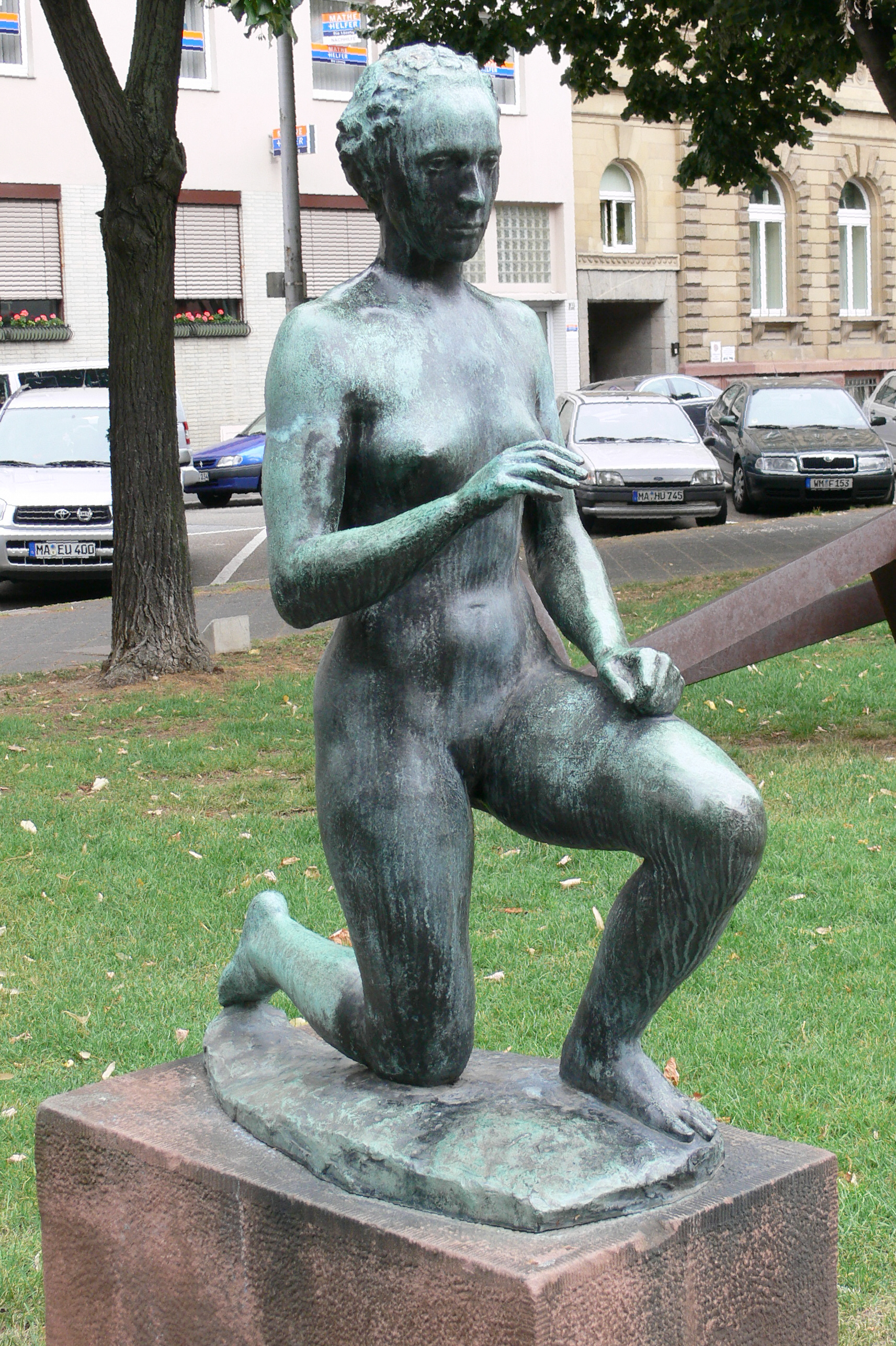
Die Morgenröte, ehemals im Skulpturengarten Mannheim,[2] Bronze, 1937
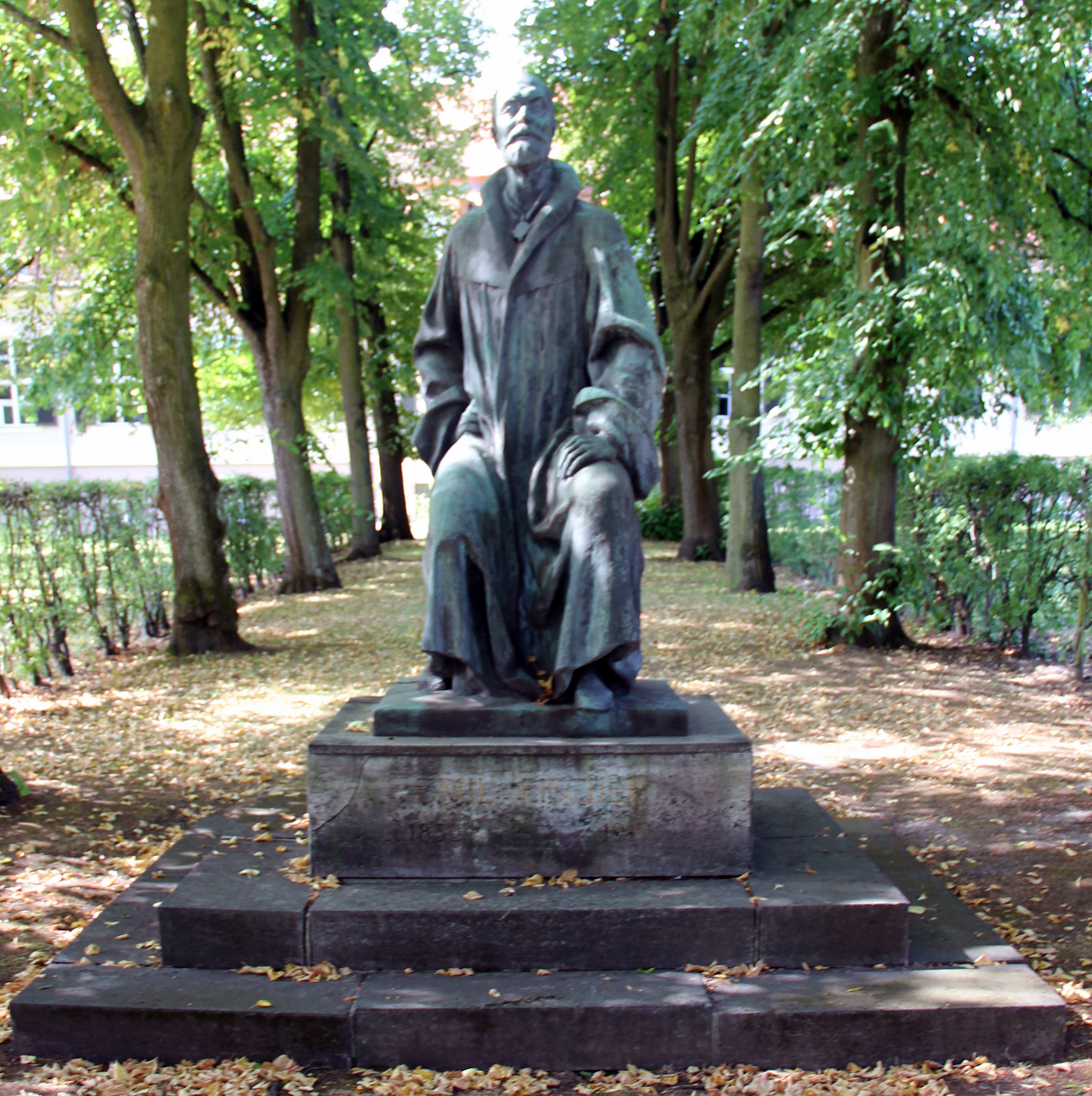
Emil Fischer, Garystraße 34, Berlin-Dahlem, 1952 (Dieses Denkmal ist eine Replik eines Werkes von Fritz Klimsch. Dessen Original stammt aus den Jahren 1919–1921. Siehe Hermann Braun, eine Dokumentation zu Fritz Klimsch 1990 Nummer 113 Seite 356)
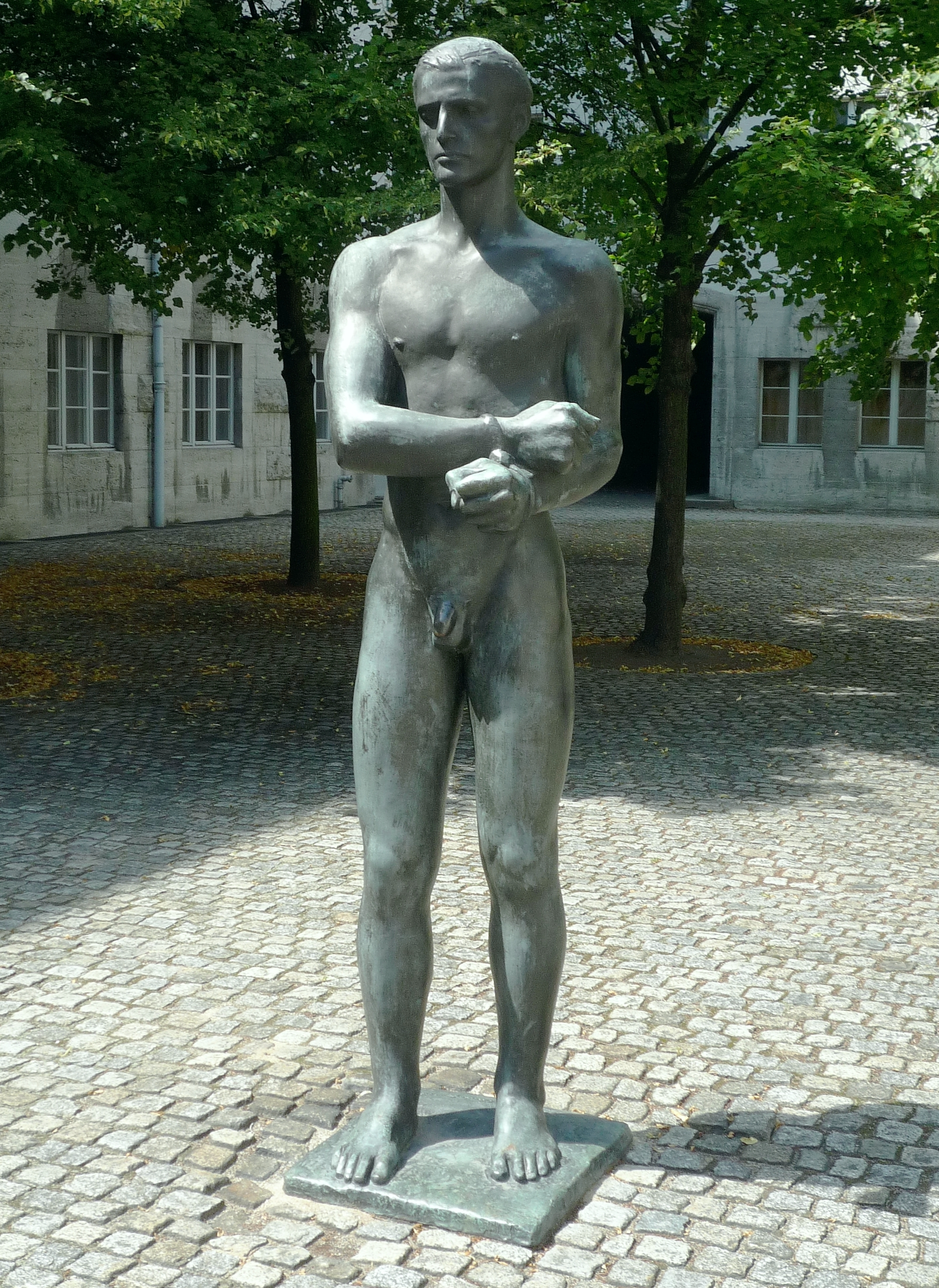
Ehrenmal der Opfer des 20. Juli 1944 im Hof des Bendlerblocks, Berlin 1953

1933 wurde er von den Nationalsozialisten aus seinem Lehramt an der Städelschule entlassen, bekam dort jedoch 1934 wieder eine Lehrtätigkeit angeboten. Christine Fischer-Defoy schreibt: Beeinflusst durch diese Erfahrung kommt Scheibe in seinen nun entstehenden Arbeiten dem herrschenden Geschmack entgegen und wird so zu einem Exponenten der „Wendekultur“…. Scheibes konventionelle, realistische Darstellungsweise war in der Weimarer Republik, in der NS-Zeit wie auch im Nachkriegsdeutschland gleichermaßen beliebt. 1934 verließ Scheibe Frankfurt und lehrte nun an der Hochschule für bildende Künste in Berlin. 1936 wurde Scheibe Mitglied der Preußischen Akademie der Künste. Im selben Jahr stellte die I.G. Farben eine weitere Plastik Scheibes auf, die „Befreiung“. Anlass war die damals gefeierte Wiedereingliederung des Saarlandes nach der Volksabstimmung am 13. Januar 1935.
1937 wurde auf der Wörthspitze an der Mündung der Nidda in den Main ein Ehrenmal für die Gefallenen des Ersten Weltkriegs aus den Frankfurter Stadtteilen Höchst und Nied mit einer Figur Scheibes errichtet. Sie stellte einen überlebensgroßen, knienden, sich auf ein Schwert stützenden, nackten Krieger mit Stahlhelm dar. Das Denkmal ist bis auf die Terrasse am Main seit Anfang 1965 nicht mehr vorhanden.
Scheibe war ab 1937 regelmäßig auf den NS-Propagandaschauen Große Deutsche Kunstausstellung vertreten. Seine Arbeiten fanden auf den Ausstellungen prominente Käufer. Adolf Hitler erwarb 1938 seine Skulptur Denker. Joseph Goebbels kaufte 1941 die Zeichnung Abend am Main und 1943 die Statue Flora und der NS-Oberbürgermeister von Würzburg Theo Memmel 1941 das Gemälde Fränkischer Bauernbub. In der NS-Zeit erhielt er verschiedene Ehrungen: 1937 wurde er zum Professor ernannt, 1944 erhielt er die Goethe-Medaille für Kunst und Wissenschaft. In der Endphase des Zweiten Weltkriegs nahm ihn Hitler im August 1944 in die Gottbegnadeten-Liste der wichtigsten bildenden Künstler auf, was ihn von einem Kriegseinsatz, auch an der Heimatfront, befreite.

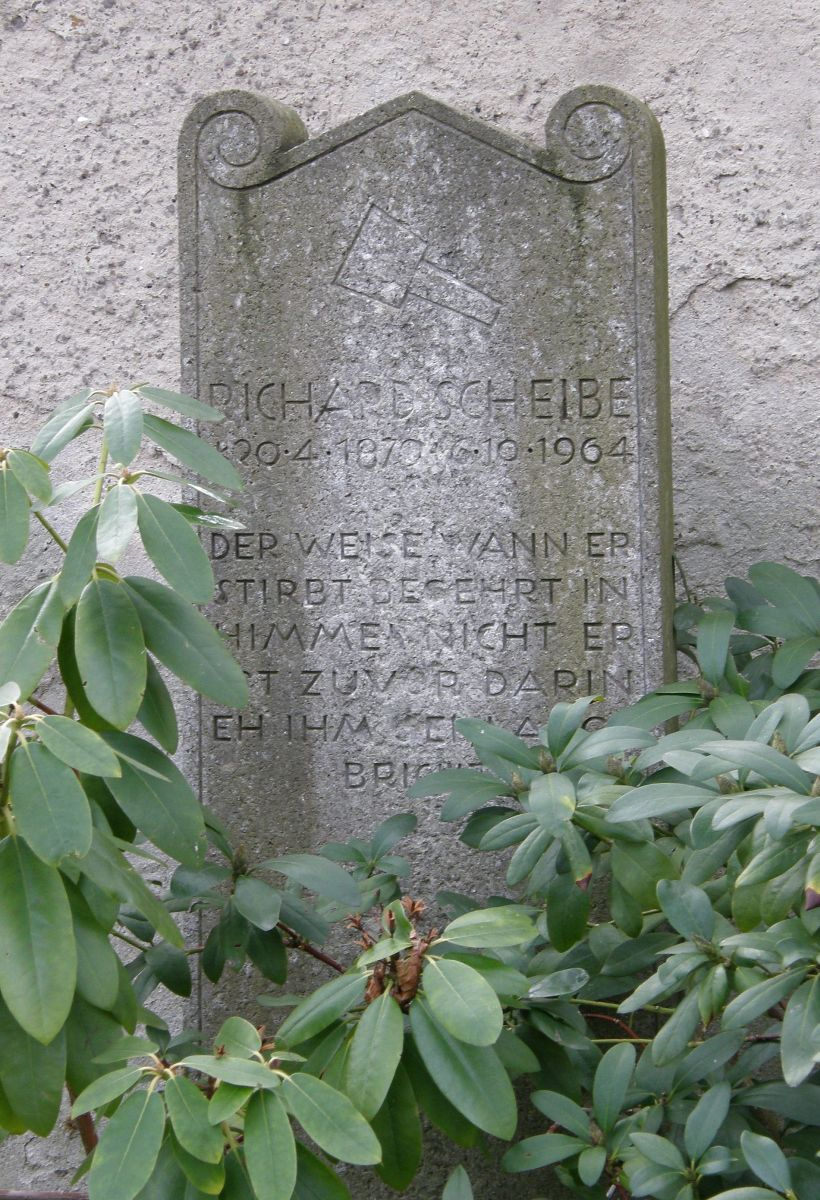
Grabstätte

Scheibes Ehrenmal der Opfer des 20. Juli 1944 wurde 1953 in Anwesenheit des Berliner Bürgermeisters Ernst Reuter in der Gedenkstätte Deutscher Widerstand im Bendlerblock in Berlin enthüllt. 1954 wurde er mit dem Großen Verdienstkreuz der Bundesrepublik Deutschland und im selben Jahr durch die Goetheplakette der Stadt Frankfurt am Main geehrt. Er war damit der einzige Geehrte, der nicht nur diese, sondern auch Hitlers Goethe-Medaille (1944) erhielt. An seinem 80. Geburtstag wurde er zum Ehrensenator der Berliner Akademie der Künste (West) ernannt. Senator der Preußischen Akademie der Künste war er bereits in der NS-Zeit geworden. Nach seinem Tod 1964 wurde Richard Scheibe auf dem Friedhof Schmargendorf beigesetzt. Sein Grab ist seit 1978 ein Ehrengrab der Stadt Berlin.
Richard Scheibe war Mitglied im Deutschen Künstlerbund. Sein Werk umfasst Tier- und Menschenplastiken sowie Porträts und ist beeinflusst von Auguste Rodin und Aristide Maillol. Mit seinem Bildhauerkollegen Georg Kolbe verband ihn eine lebenslange Freundschaft. Scheibe ist Ehrenbürger der Stadt Chemnitz.
Zu den Schülern Scheibes zählten unter anderem Christian Höpfner, Harald Haacke, Edzard Hobbing, Hans Joachim Ihle, Karl-Heinz Krause, Norbert Kricke, Katharina Szelinski-Singer, Waldemar Grzimek, Karl Paul Egon Schiffers und Ivo Beucker.